# Onalaska (Wisconsin)
Onalaska es una ciudad ubicada en el condado de La Crosse en el estado estadounidense de Wisconsin. En el Censo de 2010 tenía una población de 17.736 habitantes y una densidad poblacional de 638,44 personas por km².

## Geografía
Onalaska se encuentra ubicada en las coordenadas 43°53′26″N 91°12′5″O / 43.89056, -91.20139. Según la Oficina del Censo de los Estados Unidos, Onalaska tiene una superficie total de 27.78 km², de la cual 26.22 km² corresponden a tierra firme y (5.6%) 1.56 km² es agua.
Onalaska es parte del condado de La Crosse. Pueblos cercanos a Onalaska son: Holmen, La Crosse (capital del condado), West Salem, Bangor y La Crescent, esta última ya en el vecino estado de Minnesota.
Onalaska se encuentra a orillas del Black River y el Lago Onalaska.

## Transporte

### Autovías y carreteras principales
- Interestatal 90: conecta con el este y el oeste (Madison, West Salem, Minnesota, etc.)
- WI-16: conecta con La Crosse y West Salem
- WI-35: conecta con Holmen a lo largo del río) y con La Crosse (cruzando la zona llamada Myrick Marsh)
- WI-53: acceso a Holmen (separado del río), La Crosse (a lo largo del río) y a las carreteras I-90 y WI-16

### Avión y tren
El aeropuerto de La Crosse (LAX) se sitúa a unos 8 km en coche de la ciudad, en la French Island, conectada a Onalaska a través de la I-90. Las principales rutas que llegan a este aeropuerto llegan de Minneapolis-St. Paul y de Chicago.
La estación de tren más próxima se sitúa a unos 7 km, en el La Crosse Norte (parte de la ciudad de La Crosse). La única línea de tren conecta hacia Chicago por el este y hacia Seattle y Portland en la costa oeste.

### Transporte público
La La Crosse Transport Authority gestiona el transporte público del área urbana de La Crosse. De este modo, la línea 9 atraviesa Onalaska y la conecta directamente con North La Crosse y es posible hacer transbordo para llegar a otras partes de la zona, como French Island, Downtown La Crosse o La Crescent.

## Demografía
Según el censo de 2010, había 17.736 personas residiendo en Onalaska. La densidad de población era de 638,44 hab./km². De los 17.736 habitantes, Onalaska estaba compuesto por el 90.69% blancos, el 1.13% eran afroamericanos, el 0.33% eran amerindios, el 5.68% eran asiáticos, el 0.01% eran isleños del Pacífico, el 0.46% eran de otras razas y el 1.71% pertenecían a dos o más razas. Del total de la población el 1.56% eran hispanos o latinos de cualquier raza.